# DDR SDRAM

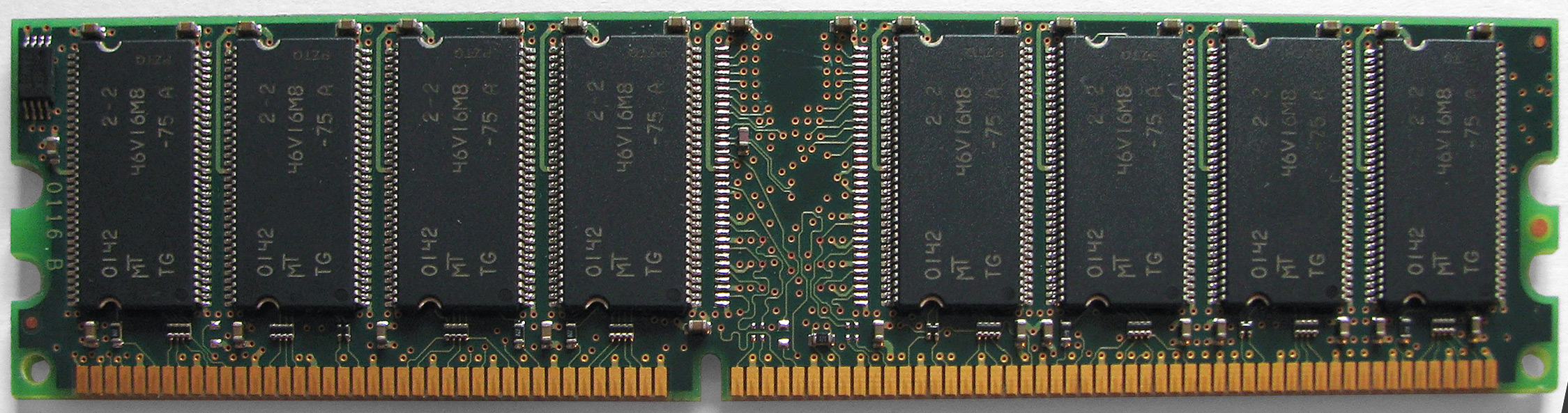
Általános DDR-266 memóriamodul 184 csatlakozós DIMM kiszerelésben

A DDR SDRAM (double data rate SDRAM, kétszeres átviteli sebességű SDRAM) egy számítógépekben használt típusa a memória IC-knek. Az első DDR-nek nevezett memóriaszabványt mára gyakran DDR1-nek nevezzük, azóta már több újabb verziója is megjelent. Van olyan verziója, amit rendszermemóriának, és olyan is, amit grafikus memóriának szánnak. Különböző változataik egyike sem kompatibilis a többivel – így csak a pontosan megfelelő verzióhoz készült alaplappal működőképesek.

## DDR1
Az egyszeres átviteli sebességű (SDR) SDRAM-hoz képest a DDR a magasabb átviteli sebességet az adat- és órajelek karakterisztikájának szigorúbb előírásával érte el. A megvalósítások gyakran visszacsatolt szabályozórendszereket használnak a kívánt pontosság eléréséhez. Az interfész az órajel le- és felszálló élénél is végez adatátvitelt, így alacsonyabb órajelet igényel. Az alacsonyabb órajel előnye a kisebb integritási követelmény a memóriát a vezérlővel összekötő nyomtatott áramkörrel szemben. A „DDR” elnevezés is arra a tulajdonságára utal, hogy az azonos órajel-frekvenciájú SDRAM-hoz képest közel kétszeres sávszélességet biztosít ezen megoldás miatt.
Mivel egyidejűleg 64 bit adatot tud átvinni egy csip, az elérhető átviteli sebesség: (órajel-frekvencia) × 2 (mindkét élen) × 64 (sínszélesség) / 8 (bit bájtonként) byte/s. Így például 100 MHz-es órajelnél (DDR-200) ez elméletileg maximum 1600 MiB/s (a gyakorlatban ennek körülbelül kétharmada). Később 133 (DDR-266), 166 MHz-es (DDR-333), és 200 MHz-es (DDR-400) változat is megjelent belőle. A legkisebb DDR1-es modul 128 MByte méretű volt, a legnagyobb pedig 1 GByte.
A DDR SDRAM specifikációt 1996 és 2000 között a JEDEC készítette el. A specifikáció két részből áll: a memóriachipeket és a modulokat szabályozóból.

## DDR2

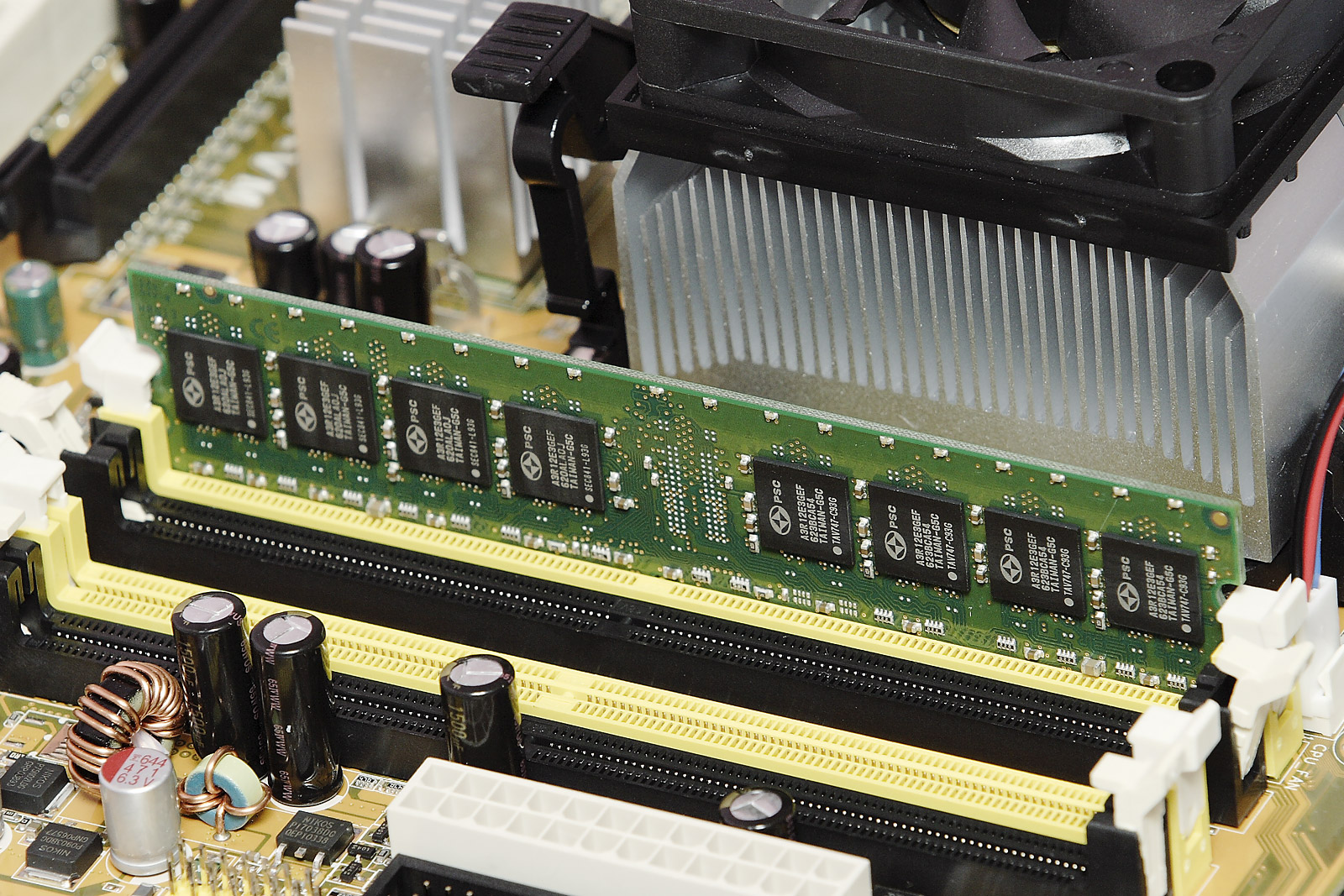
DDR2 RAM az alaplapon lévő foglalatba szerelve

A DDR2 memória több csatlakozóval rendelkezik. Legkisebb változata a 400-as jelölésű modell, a legnagyobb pedig az 1066-os. A DDR2 memóriaszabvány a gyakorlatban néhány GByte/másodperces sebességet tesz lehetővé memóriacsatornánként. A DDR2 memóriák 256, 512 MByte, valamint 1, 2 és 4 Gbyte-os kiszerelésben kaphatóak.

## GDDR3
A GDDR3 egy nagyobb sávszélességet biztosítani képes memóriaszabvány, ám ezt csak nagyobb késleltetés mellett képes lehetővé tenni. Grafikus kártyákon használták, csak integrált formában érhető el.

## DDR3
A DDR3 memória nem kompatibilis a DDR2-vel, de ugyanannyi érintkezője van, a foglalat viszont fizikailag különbözik. A leglassabb modell a DDR3-800, a leggyorsabb a DDR3-2400. Modelltől függően körülbelül 4-10 GByte/másodperces sebességet tesznek lehetővé memóriacsatornánként, ami az előző szabvány körülbelül duplája-triplája. 1, 2, 4, és 8 Gbyte-os DDR3 modulok is kaphatók. Sok processzor és alaplap rendelkezik támogatással a DDR2 és DDR3 szabványhoz is párhuzamosan, de egy időben vagy csak a DDR3, vagy csak a DDR2 memóriák lehetnek jelen a rendszerben, egyszerre a kettő nem képes működni.

## DDR4
A DDR3-mat leváltó memória, aminek tömeges elterjedése 2014-től kezdődött meg. Nagy előnye, hogy a DDR3 sebességét jelentősen kisebb fogyasztási kerettől képes biztosítani nagyobb memóriaméret mellett, és a szabvány kidolgozásakor figyelembe vették a 3D stacking eljárások felhasználását is. A gyorsabb modellek memóriacsatornánként akár 20-40 GByte/másodperces tempót is képesek elérni. 2014-től kezdve az Intel i7 processzorok és alaplapok egy része támogatja, emellett szerverekben is használják. 4, 8, és 16 GByte-os modulok is léteznek belőle.

## GDDR5
A GDDR3-hoz hasonlóan csak integrált formában elérhető. Grafikus kártyák mellett használják még processzorok mellett is (például a PlayStation 4-ben). A GDDR5 memória kiépítéstől és modelltől függően körülbelül 50-150 GByte/másodperces sebességet tesz lehetővé.